# Reslava
Reslava (německy Röslau) je řeka v Německu v severovýchodní části Bavorska a v České republice v okrese Cheb v Karlovarském kraji. Jedná se o pravostranný přítok řeky Ohře. Délka toku činí 46,4 km, z toho posledních zhruba 5 km po hranici ČR. Plocha povodí měří 316,2 km².

## Průběh toku

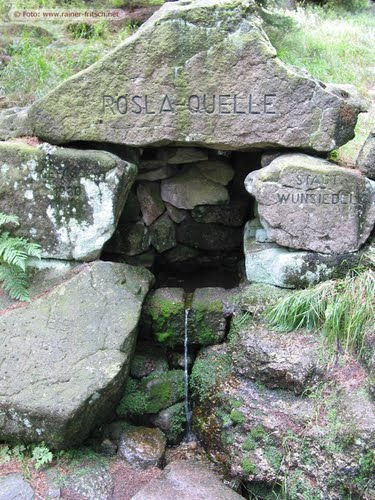
Pramen Reslavy

Reslava pramení na východním svahu hory Schneeberg (1051 m n. m.), která je nejvyšším vrcholem pohoří Smrčiny, v nadmořské výšce okolo 920 m, západně od obce Vordorfermühle. Od pramene teče převážně východním až jihovýchodním směrem, na dolním toku směřuje na severovýchod. Tento směr si udržuje až k Přírodnímu parku Smrčiny, kde se prudce stáčí k severozápadu a tvoří zde na úseku mezi hraničními znaky 22–23 v délce 2,29 km státní hranici mezi Českem a Německem. Tady vytváří četné meandry a posléze ústí do Ohře v místě, kde tato řeka opouští státní hranici a vtéká na české území. Kolem soutoku se nachází přírodní rezervace Rathsam.

## Původ názvu
Název Reslava vychází z německého názvu řeky, Röslau. Jméno se poprvé objevuje až v roce 1403 jako "Rösslin". Je též známo pojmenování "Riasla", v mapách je to výhradně "Röslau". Jméno znamená něco jako "průtok, pád, pohyb, vzrušení".

## Vodní režim
Průměrný průtok Reslavy v Arzbergu činí 3,42 m³/s.